# سرای (شهر)

مرزهای اردوی زرین در ۱۳۸۹ میلادی و جایگاه شهر سرای

سَرای، سرای باتو، سرای کهنه یا سرای المقروص پایتخت‌های اردوی زرین مغول و از بزرگ‌ترین شهرهای سده‌های میانه بودند. سرای (برگرفته از فارسی به معنی "عمارت" یا "دربار") نام دو شهر در نزدیکی ولگای جنوبی بود که به‌طور متوالی مرکز حکومتی اردوی زرین (دولتی مغولی که در قرون سیزدهم و چهاردهم میلادی بر سرزمین‌هایی در ترکستان و روسیه کنونی سلطه داشت) بودند.
در مورد مطابقت بین مکان‌های باستانی و ارجاعات مختلف موجود در منابع تاریخی به سرای از قبیل سرای باتو، سرای برکه، سرای جدید، اختلاف نظرهای قابل توجهی بین پژوهشگران وجود دارد.
آنندراج می‌نویسد: سرای نام شهری است از ترکستان و آن را سرای باتوخان گفتندی زیرا که باتوخان بن جوجی خان بانی آن بوده و ازآن جا تا دربند سه چهار مرحله‌است. جهانگشای جوینی (ج ۱ ص ۲۲۲) دربارهٔ سرای می‌نویسد: باتو در مخیم خویش که در حدود ایتیل داشت مقام فرمود و شهری بنا نهاد که آن را سرای می‌خوانند.
عبید زاکانی نیز در بیتی نوشته‌است:
غرقه کنم به قلزم ایتل وجود خویش
گر بشنوم دهند به شهر سرای قرض.

## سرای قدیم
سرای قدیم توسط حاکم مغول باتو خان (۱۲۲۷–۱۲۵۵م) تأسیس شد، همان‌طور که هر دو ارجاع گاه به گاه به «سرای باتو» و بیانیه صریح فرانسیسکن ویلیام روبروک، که در سال ۱۲۵۳ یا ۱۲۵۴م از باتو در راه خود به دربار مونگکه خان بزرگ در قراقوروم بازدید کرد. به گفته ویلیام، «سرای، شهر جدیدی است که باتو در اتیلیا می‌سازد». عطا ملک جوینی، مورخ ایرانی، این محل را هم «اردوگاه» و هم «شهر» توصیف می‌کند.
این شهر در ۱۲۰ کیلومتری شمال شهر آستراخان و در کنار رود آق‌تپه از شعبه‌های پایین رود ولگا جای‌داشت. باتو خان فرمانروای مغول این شهر را به جای شهر پیشین ساقسین در حدود ۱۲۴۰ میلادی پایه‌ریزی کرد.
به عنوان مقر اصلی باتو، برکه، و جانشینان آنها، سرای عملاً پایتخت یک دولت بزرگ بود، اگرچه خان و دربارش گهگاه در مکان‌های دیگر نیز اقامت داشتند. حاکمان مختلف روس به سرای می‌آمدند تا با خان بیعت کنند و حق امتیاز او (یارلیک) را دریافت کنند. در سال ۱۲۶۱م، این شهر مقر اسقف نشین کلیسای روسیه (Krutitsy) و در سال ۱۳۱۵ نیز به یک اسقف کاتولیک تبدیل شد.
به گفته وزیر ایلخانی رشید الدین فضل‌الله، این مکان حداقل گاهی به عنوان محل دفن خان‌ها نیز عمل می‌کرده‌است: هنگامی که برکه در سال ۱۲۶۶م درگذشت، در «سرای باتو» به خاک سپرده شد. احتمالاً برکه توسعه شهر را ادامه داده و اسکان مسلمانان و جذب آنان را به خود جلب کرده‌است.
اگرچه شک وجود دارد که شهر کاملاً جداگانه‌ای به نام «سرای برکه» وجود داشته باشد (دو شهر سرای باتو و سرای برکه، تنها توسط معین الدین نطنزی، نویسنده ایرانی قرن پانزدهم م، ذکر شده‌است)
با این حال مطمئناً نمی‌توان آن را با «سرای جدید» که بیش از شش دهه پس از مرگ برکه تأسیس شد، یکی دانست. اولین سکه‌های ضرب شده در سرای مربوط به برکه از سال ۱۲۶۴/۱۲۶۵م است. در زمان منگوتیمور، سکه‌های نقره (درهم) دوباره با عبارت «سرای» در سال ۱۲۷۲/۱۲۷۳م ضرب شد. سکه‌هایی با استاندارد و رواج بیشتر در دوره توقتا خان، به ویژه پس از سال ۱۳۱۰م دنبال شد.

## سرای نو
گفته می‌شود که سرای نو (سرای الجدید) توسط اوز بیگ خان در نیمه اول قرن چهاردهم میلادی تأسیس یا به‌طور رسمی ساخته شد. اولین اشاره صریح به شهری با این نام، اطلاعیه مرگ اوز بیگ است.
مورخ تیموری ابن عربشاه می‌گوید «از ساخت سرای و ویرانی آن شصت و سه سال گذشته‌است».
دلایل جابجایی پایتخت نیز مشخص نیست، اگرچه گاهی تصور می‌شود که دلیل آن تغییر در سطح دریای خزر و گستردگی آبراهه‌های دلتای ولگا بوده‌است.
سرای و دیگر شهرهای عمده اردوی زرین (مانند گلستان) در امتداد پایین ولگا از بازرگانی سود می‌بردند و درجه قابل توجهی از رونق فرهنگی را به نمایش می‌گذاشتند. در حالی که منشأ سکه‌هایی که صرفاً عبارت «سرای» دارند نامشخص است، سکه‌هایی با برچسب «سرای نو» از سال ۱۳۴۲م ضرب شد. اسطرلاب در حفاری در این مکان کشف شد، و شهر محل زندگی شاعران بسیاری بود که اکثر آنها تنها با نام شناخته شده‌اند. اینها عبارتند از حسام کاتب (حدود ۱۳۷۵م) و سیف سرای که در سال ۱۳۹۶م درگذشت.
این رونق با شروع بی‌ثباتی سیاسی و نظامی مزمن در کنار رقابت برای تاج و تخت اردوی زرین پس از سال ۱۳۶۱م به سرعت در معرض تهدید قرار گرفت. سرای به عنوان پایتخت سنتی و یک شهر غنی و معتبر هدف اکثر مدعیان تاج و تخت قرار گرفت. به عنوان مثال، بگلربیگ مامای، در چهار یا پنج بار جداگانه بین سال‌های ۱۳۶۲م تا ۱۳۷۵/۱۳۷۶م، سرای را گرفت و هر بار آن را به رقیبان واگذار کرد.
تیمورلنگ با مداخله در درگیری‌های داخلی در اردوطلایی، سرای را در زمستان ۱۳۹۵–۱۳۹۶م غارت کرده، به آتش کشید و با خاک یکسان نمود. این شهر تا سال ۱۴۰۲م تا حدودی رونق یافته بود و در سال ۱۴۲۰ دوباره در آن سکه ضرب شد، اگرچه اردو زرین به‌طور کامل تثبیت نشد. اندکی پس از عبور مسافر روسی آفاناسی نیکیتین در سال ۱۴۶۹م، سرای توسط ushkuyniks، دزدان دریایی رودخانه ای از ویاتکا، در سال ۱۴۷۱م غارت شد.
سردار روس واسیلی ایوانوویچ نوزدرواتی زونیگورودسکی و خان کریمه نور دولت «سرای باتو» را در سال ۱۴۸۰م در یک ضد حمله به دستور ایوان سوم حاکم روسیه در تلافی پیشروی خان احمد علیه مسکو غارت کردند.
به نظر می‌رسد ضربه تعیین‌کننده غارت و سوزاندن سرای توسط منلی گرای خان کریمه در ژوئن ۱۵۰۲م بوده‌است.
بعداً قوای ایوان چهارم حاکم روس‌ها آنچه از سرای باقی مانده بود را در هنگام فتح خانات آستاراخان در سال ۱۵۵۶م ویران کردند. سپس روس‌ها سلطه خود را بر منطقه جنوب ولگا گسترش داده، و شهرهای جدید آستاراخان را در سال ۱۵۵۸م و تزاریتسین (ولگوگراد فعلی) را در سال ۱۵۸۹م تأسیس کردند.

## سرای کوچک
سرای جوق شهری در پایین رود اورال بود. گاهی در روایت‌های تاریخی و مدرن، آن را با سایر سرای‌ها یکی می‌کنند و زمانی مکانی احتمالی برای پایتخت اردوی طلایی در نظر گرفته می‌شد. این شهر به عنوان شهر اصلی اردوی نوقای، یکی از جانشینان اردوی طلایی بود. اگرچه در سال ۱۵۸۰م توسط قزاق‌های اورال غارت شد، اما بعداً توسط برخی از خان‌های قزاق به عنوان مقر اصلی مورد استفاده قرار گرفت.